# FSV Oggersheim
Der Fußballsportverein Oggersheim e. V. ist ein Fußballverein aus Ludwigshafen am Rhein. 2007 stieg der FSV erstmals in die Regionalliga Süd auf, konnte sich aber nicht in der Drittklassigkeit halten und spielte in der Saison 2008/09 in der dann viertklassigen Regionalliga. Nach einem Rückzug aus der Regionalliga zum Saisonende und durch Nichtmelden für die Oberliga wurde der FSV zunächst in die Verbandsliga Südwest eingereiht. Im Juli 2009 musste der Verein Insolvenz anmelden. Der Spielbetrieb wurde daraufhin eingestellt und ein Nachfolgeverein gegründet. Dieser wurde im Dezember 2010 auf dem Amtsgericht Ludwigshafen eingetragen. Mit Gründung des Nachfolgevereines FSV Oggersheim e. V. wurde der gesamte Spielbetrieb ab dem 1. März 2011 auf den neuen Verein umfirmiert. Alle Jugendmannschaften setzen den Spielbetrieb in der gleichen Staffel fort, während alle Seniorenmannschaften die zweite Saisonhälfte außer Konkurrenz starteten. Ab der neuen Saison 2011/12 nahmen sie wieder regulär am Spielbetrieb teil.

## Gründungsgeschichte
Der Verein wurde 1913 als VfR 1913 im Ludwigshafener Stadtteil Oggersheim gegründet. 1937 fusionierte er mit dem SC Eintracht Oggersheim, der 1924 aus dem Hauptverein ausgetretenen Fußballabteilung der Vereinigten Turnerschaft Oggersheim, zur SpVgg Oggersheim. Bereits ein Jahr später wurde die SpVgg mit den restlichen örtlichen Sportvereinen zur Gemeinschaft für Leibesübungen Oggersheim zusammengelegt. Nach dem Verbot im Jahre 1945 wurde der Verein noch im gleichen Jahr als ASV Oggersheim neu geschaffen. 1949 trat die Fußballabteilung unter dem Namen aus.

## Sportliche Entwicklung
Im überregionalen Amateurfußball spielten die Oggersheimer bislang nur eine Nebenrolle. 1947/48 verpassten sie als Tabellenzweiter hinter dem ASV Oppau in der damals zweitklassigen Amateurliga Vorderpfalz nur um einen Punkt den Sprung in die Oberliga Südwest, wo man sich mit dem 1. FC Kaiserslautern hätte messen können. In der folgenden Spielzeit wurde der FSV Dritter, jedoch mit deutlichem Rückstand hinter Aufsteiger ASV Landau. In der folgenden Saison rutschten die Oggersheimer auf den sechsten Platz ab. 1950/51 waren sie letztmals zweitklassig, verpassten mit dem vierten Platz jedoch den Sprung in die neue 2. Liga Südwest. Ab 1951 war die Amateurliga Vorderpfalz nur mehr drittklassig, doch Oggersheim verabschiedete sich nach nur einem weiteren Jahr 1952 auch aus dieser Liga. Erst 1959 kehrte der FSV in die drittklassige Amateurliga Südwest zurück. Ein dritter Platz 1962 bedeutete die beste Platzierung, ehe sie 1964 wieder in die Viertklassigkeit abstiegen. Danach machten die Oggersheimer erst 1977 wieder auf sich aufmerksam, als sie sich für die Hauptrunde des DFB-Pokal qualifizierten und dort auf den 1. FC Kaiserslautern trafen. Das Heimspiel gegen den Bundesligisten verloren sie glatt mit 0:3.
1992 stiegen sie als Meister der Landesliga Ost erneut in die fünftklassige Verbandsliga Südwest auf. Zwei Jahre darauf verpassten sie den Aufstieg in die Oberliga erst im Elfmeterschießen.
2002 wurde der griechische Multimillionär Emmanouil Lapidakis Sponsor des Vereins. 2005 gelang der Sprung in die höchste südwestdeutsche Spielklasse. Dadurch wurden sie erstmals der höchstklassige Verein im Ludwigshafener Stadtgebiet – der ehemalige Oberligist Ludwigshafener SC spielte in der Verbandsliga Südwest, der BSC Oppau spielte mittlerweile weit unten in der Ligapyramide; der städtische Großverein Südwest Ludwigshafen war mittlerweile Bezirksligist.
Bereits für die Saison 2006/07 stellte der FSV zudem einen Lizenzierungsantrag für die Regionalliga. Die Oggersheimer hatten zu diesem Zeitpunkt zwar keine realistischen Aufstiegschancen mehr, konnten aber auf diese Weise bereits vorzeitig an den Anforderungen des Verbands an Regionalligisten arbeiten. In der Saison 2006/07 gelang dem FSV Oggersheim der Aufstieg in die damals zweigleisige und drittklassige Regionalliga Süd. Der erste Sieg in der Regionalliga gelang dem FSV Oggersheim am 1. September 2007 gegen 1860 München II mit 1:0. Bereits am 26. Spieltag der Saison 2007/08 stand der Abstieg endgültig fest. Am Ende belegten die Ludwigshafener abgeschlagen den letzten Tabellenplatz.
In der Saison 2008/09 konnte sich der FSV in der nunmehr dreigeteilten und viertklassigen Regionalliga – der FSV trat in der Staffel West an – etablieren und belegte am Ende den 12. Tabellenplatz. Dennoch endete die Spielzeit 2008/09 im Desaster: Aus finanziellen Gründen sah sich der Verein nicht in der Lage, den Spielbetrieb in der Regionalliga weiterhin aufrechterhalten zu können. Da man für die fünftklassige Oberliga Südwest, in der sich der Verein finanziell konsolidieren wollte, nicht rechtzeitig gemeldet hatte, sollte der FSV in der Saison 2009/10 in der sechstklassigen Verbandsliga Südwest antreten. Nachdem der Verein im Juli 2009 Insolvenz anmelden musste, zog der Club seine beiden Herrenmannschaften vom Spielbetrieb zurück. Der umfangreiche Jugendspielbetrieb blieb erhalten. In der Saison 2011/12 nahm der nach der Insolvenz neugegründete Verein den regulären Spielbetrieb im Herrenbereich wieder auf und trat in der elftklassigen 1. Kreisklasse Rheinpfalz Süd an. Auf Anhieb gelang dem Verein als Vizemeister dieser Klasse der Aufstieg in die Kreisliga. In der B-Klasse Kreis Rheinpfalz-Süd spielt der Verein seit der Saison 2013/14.

## Bekannte Spieler
- Lorenz Horr (1962–1963)
- Andreas Backmann (2005–2009)
- Stefan Malz (2006–2008)
- Georgi Donkow (2007–2008)
- Silvio Adzic (2007–2008)
- Marco Haber (2007–2008)
- Russi Petkow (2007–2008)
- Enis Hajri (2008–2009)